# Antología en vivo (álbum de 2001)
Antología en vivo es el quinto álbum en directo oficial de la banda chilena Inti-Illimani, publicado originalmente en junio de 1999 por la sede chilena de Warner Music Group. Corresponde a un álbum doble que incluye grabaciones en vivo de conciertos realizados en distintos lugares entre 1972 y 2001. Su lanzamiento se realizó en el Estadio Víctor Jara y el Teatro Municipal de Viña del Mar.
La mayoría de los temas corresponden a grabaciones inéditas, salvo la posta 12 del primer álbum, perteneciente a Sing to Me the Dream; las 6 y 8 del segundo disco, pertenecientes a Conciertos Italia '92; y las pista 19 del primero, y 2, 9 y 12 del segundo, pertenecientes a En vivo en el Monumental.
Este álbum marca el final de la participación en la banda de dos de sus integrantes más antiguos, que más tarde conformarían Inti-Illimani Histórico. Al mes siguiente del lanzamiento del álbum se retira Horacio Salinas, siendo reemplazado por Manuel Meriño, y en el lapso entre septiembre y octubre, se retira José Seves, siendo reemplazado por Christian González, quienes pasarían a conformar posteriormente, Inti-Illimani Nuevo.

## Lista de canciones
| Disco 1 |                                           |                                      |          |  |
| N.º     | Título                                    | Escritor(es)                         | Duración |  |
| 1.      | «Juanito Laguna remonta un barrilete»     | Hamlet Lima Quintana, René Cosentino | 4:29     |  |
| 2.      | «Simón Bolívar»                           | Rubén Lena, Isidro Contreras         | 2:53     |  |
| 3.      | «Inti-Illimani»                           | Horacio Salinas                      | 2:08     |  |
| 4.      | «La petenera»                             | popular mexicana                     | 3:03     |  |
| 5.      | «Quiaqueñita»                             | popular argentina                    | 2:39     |  |
| 6.      | «Charagua» (o «Danza nº 5»)               | Víctor Jara                          | 3:07     |  |
| 7.      | «Corazón maldito»                         | Violeta Parra                        | 3:04     |  |
| 8.      | «La exiliada del sur»                     | Violeta Parra, Patricio Manns        | 3:33     |  |
| 9.      | «Tatati»                                  | Horacio Salinas                      | 3:31     |  |
| 10.     | «Lo que más quiero»                       | Violeta Parra, Isabel Parra          | 3:13     |  |
| 11.     | «Run-Run se fue pa’l norte»               | Violeta Parra                        | 4:29     |  |
| 12.     | «El tinku»                                | popular boliviana                    | 3:11     |  |
| 13.     | «Mis llamitas»                            | Ernesto Cavour                       | 3:00     |  |
| 14.     | «Alturas»                                 | Horacio Salinas                      | 3:13     |  |
| 15.     | «El aparecido»                            | Víctor Jara                          | 3:36     |  |
| 16.     | «El pueblo unido jamás será vencido»      | Sergio Ortega, Quilapayún            | 4:36     |  |
| 17.     | «Chiloé»                                  | Horacio Salinas                      | 3:44     |  |
| 18.     | «Arriba quemando el sol»                  | Violeta Parra                        | 4:47     |  |
| 19.     | «Señora chichera»                         | popular boliviana                    | 3:55     |  |
| 20.     | «América novia mía»                       | Patricio Manns                       | 3:51     |  |
| 21.     | «Sensemayá, Canto para matar una culebra» | Nicolás Guillén, Horacio Salinas     | 3:38     |  |
| 1:13:40 |                                           |                                      |          |  |

| Disco 2 |                                  |                                              |          |  |
| N.º     | Título                           | Escritor(es)                                 | Duración |  |
| 1.      | «Samba landó»                    | Patricio Manns, Horacio Salinas, José Seves  | 4:56     |  |
| 2.      | «El mercado de Testaccio»        | Horacio Salinas                              | 4:15     |  |
| 3.      | «La fiesta de La Tirana»         | popular chilena                              | 3:12     |  |
| 4.      | «Sanjuanito»                     | Gilbert Favre                                | 2:14     |  |
| 5.      | «Mi chiquita/El carnaval»        | Guillén, Salinas /Salinas, popular boliviana | 7:15     |  |
| 6.      | «Cándidos»                       | Eugenio Llona, José Seves                    | 4:14     |  |
| 7.      | «En libertad»                    | José Manuel Moya, Manuel Garrido             | 3:26     |  |
| 8.      | «El guarapo y la melcocha»       | Eduardo Saborit                              | 4:56     |  |
| 9.      | «Mulata»                         | Nicolás Guillén, Horacio Salinas             | 4:50     |  |
| 10.     | «Medianoche»                     | Patricio Manns, Horacio Salinas              | 4:19     |  |
| 11.     | «María Canela»                   | Horacio Salinas                              | 2:20     |  |
| 12.     | «Arriesgaré la piel»             | Patricio Manns, Horacio Salinas              | 4:54     |  |
| 13.     | «Kalimba» (con Ángel Parra Trío) | Horacio Salinas                              | 6:44     |  |
| 14.     | «Takakoma» (o «Takoma»)          | popular peruana                              | 5:13     |  |
| 15.     | «La fiesta eres tú»              | Patricio Manns, Horacio Salinas              | 4:48     |  |
| 16.     | «Negra presuntuosa»              | Andrés Soto                                  | 4:15     |  |
| 1:11:51 |                                  |                                              |          |  |

## Créditos
Inti-Illimani
- Homero Altamirano
- Jorge Ball
- Max Berrú
- José Miguel Camus
- Daniel Cantillana
- Jorge Coulón
- Marcelo Coulón
- Horacio Durán
- Renato Freyggang
- Horacio Salinas: director musical
- José Seves
- Efrén Viera
- Pedro Villagra

Colaboración
- Alejandro Barruel, René Castro, Antonio Larrea y Marianna Silva: fotografía
- Carlos Esteban Fonseca: diseño de cubierta y productor
- Joaquín García: masterización
- Ángel Parra Trío, en «Kalimba»